# 隼スカウト章
隼スカウト章（はやぶさスカウトしょう）とは、ボーイスカウト日本連盟のベンチャースカウト年代（高校生年代）において与えられる章の1つである。単に隼章と称されることもある。ベンチャー章と富士スカウト章の中間に位置する。
隼スカウト章は、菊スカウト章取得後、以下に紹介する進歩課目を修了し所定の考査と面接を経て授与される章である。受章後は隼スカウトと呼ばれ、『自己の確立のために健康を築き、高度な野外活動に挑戦することで技術の向上を図るとともに、積極的な奉仕活動の実践を通じて公共心を身につけることができるスカウト』と規定される。

## 歴史
ボーイスカウト日本連盟ではスカウト活動を活性化するために1997年（平成19年）より様々な問題を議論していた。そこで議論された問題の1つが、『平成14年度〜16年度の3年間に富士章スカウトを受章したスカウトは484人であり、単年度平均ではベンチャースカウト全体に占める割合は0.94%と、1%に満たない状況』という富士章取得率の低さであった。当時はベンチャースカウト進歩課程においては、ベンチャー章と富士章の2段階しかなく、その段差が大きすぎることが低取得率の理由の1つとされ、中間章として2011年（平成23年）9月1日に隼スカウト章が新設された。同時に、ベンチャー章課目が変更され、富士章は富士スカウト章に移行した。さらに、ベンチャー章は2017年（平成29年）9月1日をもって廃止された。
なお、ベンチャースカウトの前身であるシニアスカウトでは同様の隼章（こちらは隼章が正式名称）という進歩・進級記章が存在しており、隼スカウト章はある意味復活である。

## 隼スカウト章取得の進歩課目
隼スカウト章取得のための進歩課目は以下の通り。
1. 基本
  - 菊スカウトとして最低６か月間、「ちかい」と「おきて」の実践に最善をつくす。
2. スカウト技能
  - 自分を含めた２人以上のベンチャースカウトで、安全と衛生および環境に配慮した2泊3日以上の移動キャンプ（歩行距離20kmまたは、自転車100ｋｍ以上）を計画し、隊長の承認を得て実施、報告する。
  - 次のスカウト技能のいずれかをボーイスカウト隊で指導する。　①計測　②通信　③ロープ結び
  - 技能章から「救急章」「パイオニアリング章」を取得する。
3. スカウト精神
  - 『スカウティング・フォア・ボーイズ』のキャンプファイア物語21，22および26を読み、内容について隊長と話し合う。
  - 社会的弱者（高齢者、障がい者等）への支援活動を積極的に行い、隊長に活動記録を提出する。
4. 信仰
  - 自分の所属または興味を持った教宗派の歴史と教えを知る。
  - 自分の所属または興味を持った教宗派の宗教行事について知る。
5. 成長と貢献
  - チームプロジェクトのチーフか主要な役割としてプロジェクトを計画、実施し、隊長に報告書を提出する。または、３泊４日以上の隊キャンプの実施計画を作成し、実際に運営を行い、隊長に報告する。